# Ornithogalum imereticum
Ornithogalum imereticum là một loài thực vật có hoa trong họ Măng tây. Loài này được Sosn. mô tả khoa học đầu tiên năm 1938.